# Слънчева сонда
Проектът на НАСА Слънчева сонда представлява автоматична космическа сонда, която ще достигне много близко до Слънцето, на разстояние от порядъка на 3 слънчеви радиуса. Мисията ще бъде предвидена в бюджета на НАСА за 2009 г.
На 1 май 2008 г. Университетът „Джон Хопкинс“, и по-точно Лабораторията по приложна физика обявява, че ще конструира космчиеския апарат, който има насрочен полет през 2015 г.

## Научни цели
- Определяне на структурата и динамиката на магнитните полета в източниците на слънчевия вятър.
- Проследяване на енергията, която загрява слънчевата корона и ускорява слънчевия вятър.
- Определяне на механизмите, които ускоряват и пренасят енергийните частици.
- Изследване на прашната плазма около Слънцето и нейното влияние върху слънчевия вятър и формирането на енергийни частици.